# Busójárás
Busójárás (en húngaro, significa "caminata de los busó"; en croata: Pohod bušara) es una celebración anual de los Šokci (croatas) que viven en el pueblo de Mohács, Hungría, que se lleva a cabo al final del carnaval ("Farsang"), finalizando el día antes del Miércoles de Ceniza. La festividad incluye la participación de los busós (personas portando máscaras tradicionales) e incluye música folclórica, baile de máscaras, desfiles y bailes. 
El Busójárás dura seis días, por lo general durante el mes de febrero. Comienza un jueves, seguido por el Kisfarsang (pequeño Farsang) el Viernes de Carnaval, siendo la celebración principal, Farsang vasárnap (Domingo de Carnaval) el séptimo domingo antes del Domingo de Pascua; los festejos finalizan con el Farsangtemetés (Entierro del Farsang) el martes siguiente (Martes de Carnaval o Mardi Gras).
Desde 2009, los festejos tradicionales forman parte del Patrimonio Cultural Inmaterial de la Humanidad de la Unesco.

## Leyenda sobre su origen
Los pobladores locales explican el carnaval mediante dos leyendas relacionadas pero distintas.
Según la leyenda más popular, durante la ocupación del territorio por los turcos, los pobladores de Mohács escaparon del pueblo, y se refugiaron en los pantanos y bosques para evitar a las tropas otomanas. Una noche, mientras conversaban en torno al fuego, y viejo Šokac apareció de improviso, y les dijo: "No tengan miedo, pronto mejorará vuestro destino y regresarán a sus hogares. Hasta ese momento, prepárense para el combate, fabriquen armas y tallen máscaras horrorosas, y esperen a una noche de tormenta cuando el caballero de la máscara vendrá a buscarlos."  Y el viejo desapareció en forma tan imprevista como había llegado. Los refugiados acataron sus consejos, y algunos días después, durante una noche de tormenta llegó el caballero. Les ordenó que se colocaran sus máscaras y que regresaran a Mohács, haciendo cuanto ruido fuera posible. Los turcos sintieron tanto miedo y espanto por el ruido, las máscaras, y la tormenta en la noche, que pensaron que eran los demonios los que los atacaban; y huyeron del pueblo antes del alba.
En la otra historia que es más antigua, aunque no tan popular, los busós ahuyentan al invierno en vez de a los turcos.
De todas maneras, desde ese entonces los habitantes de la zona han celebrado todos los años el Busójárás a comienzos de febrero, inclusive invitando a  "equipos busó" de países vecinos (Croacia y Serbia, los Šokci croatas locales y de Eslovenia) y también de Polonia.

## Galería

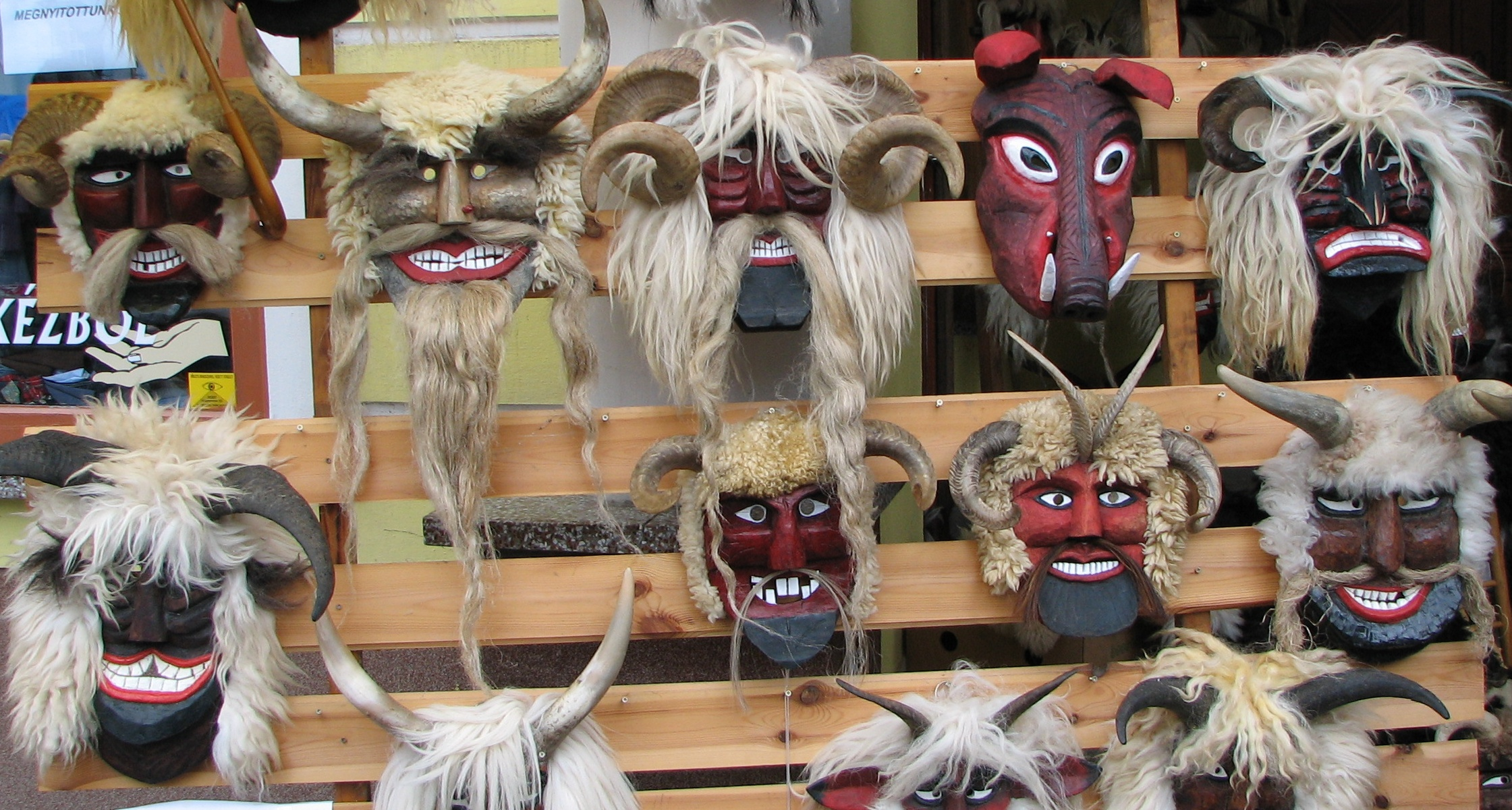
Busó masks (Mohács, February 2006)
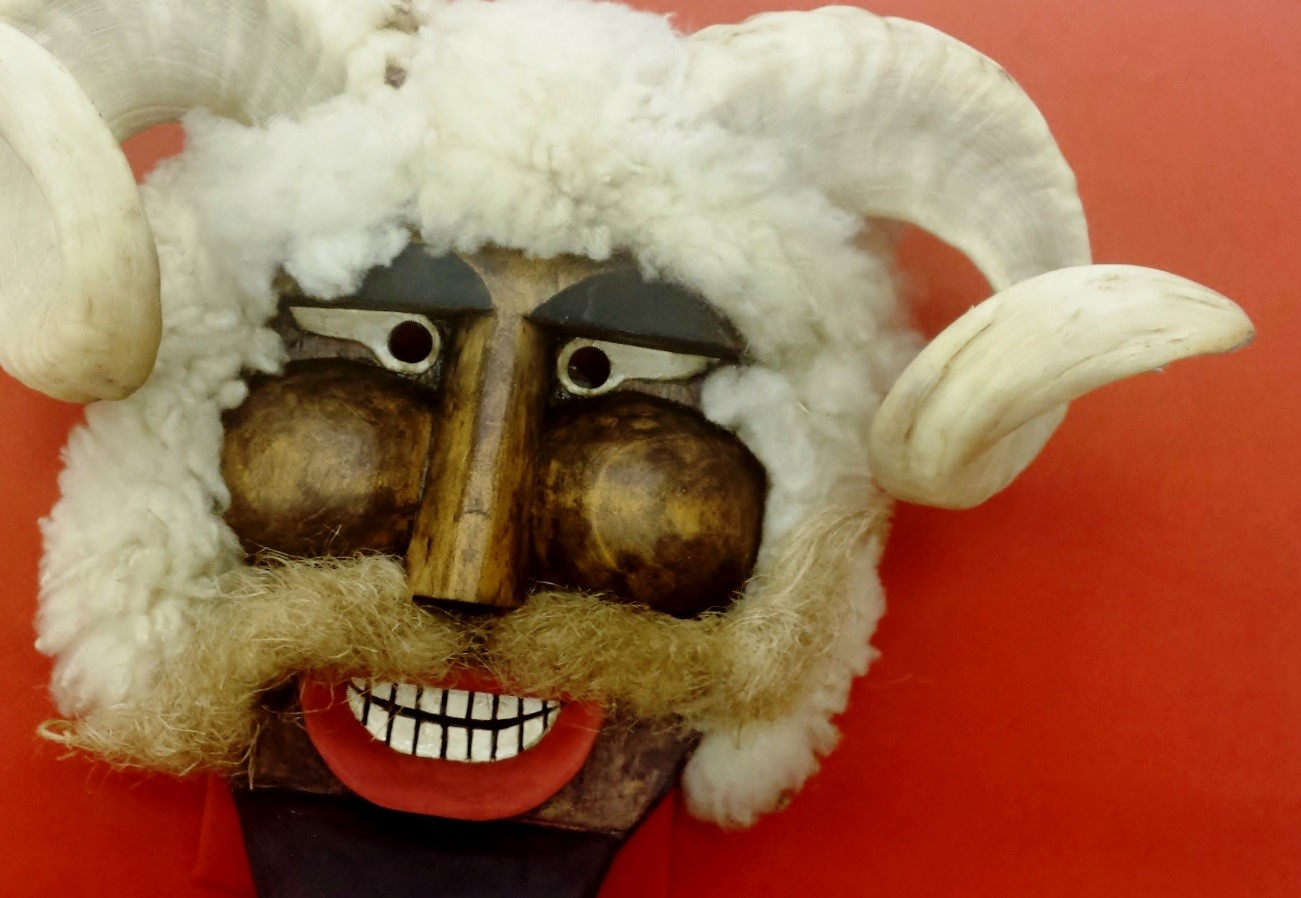
Busó mask from the collection of the Museu da Imigração de São Paulo
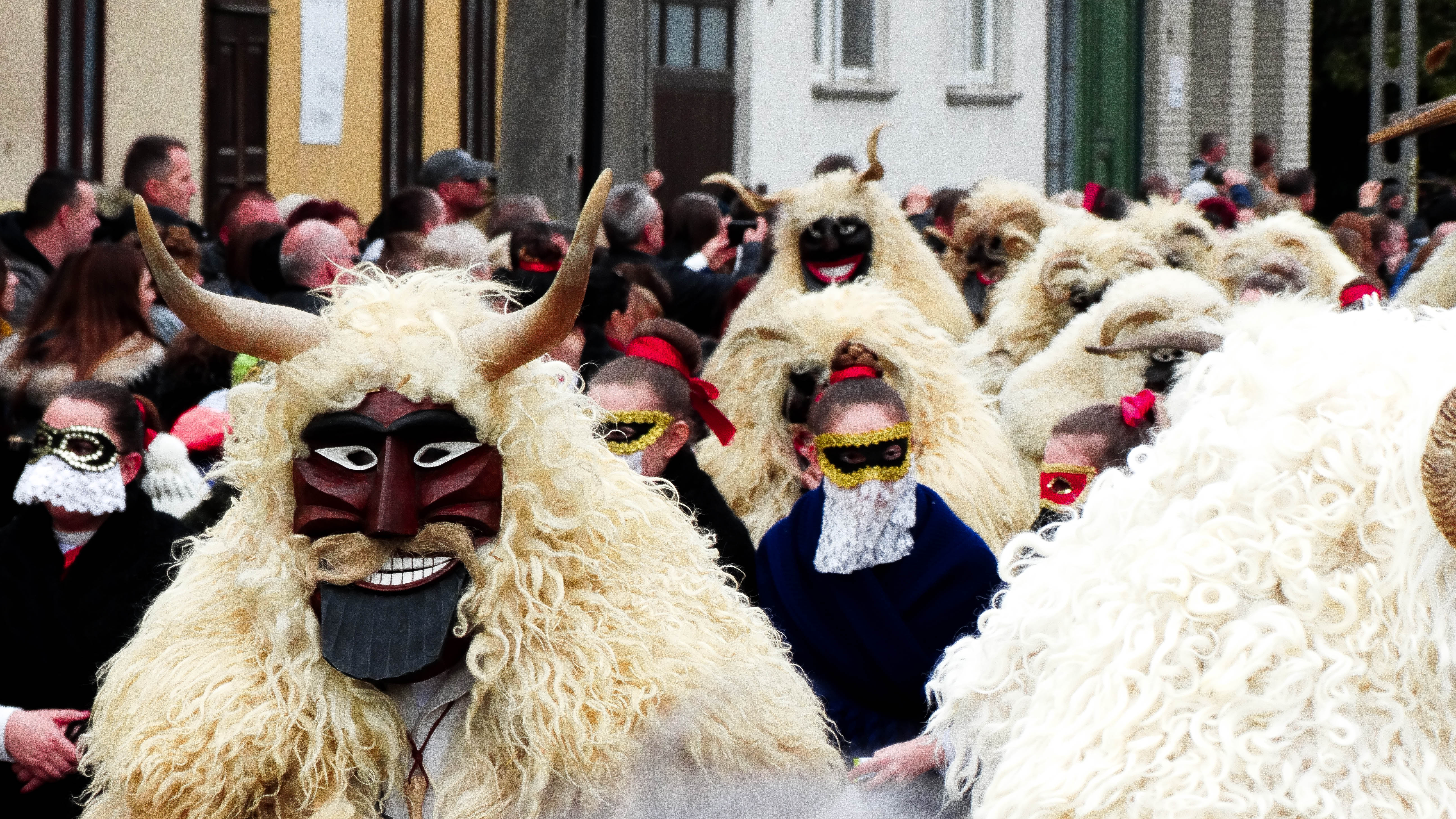
Busó-walking - Busójárás
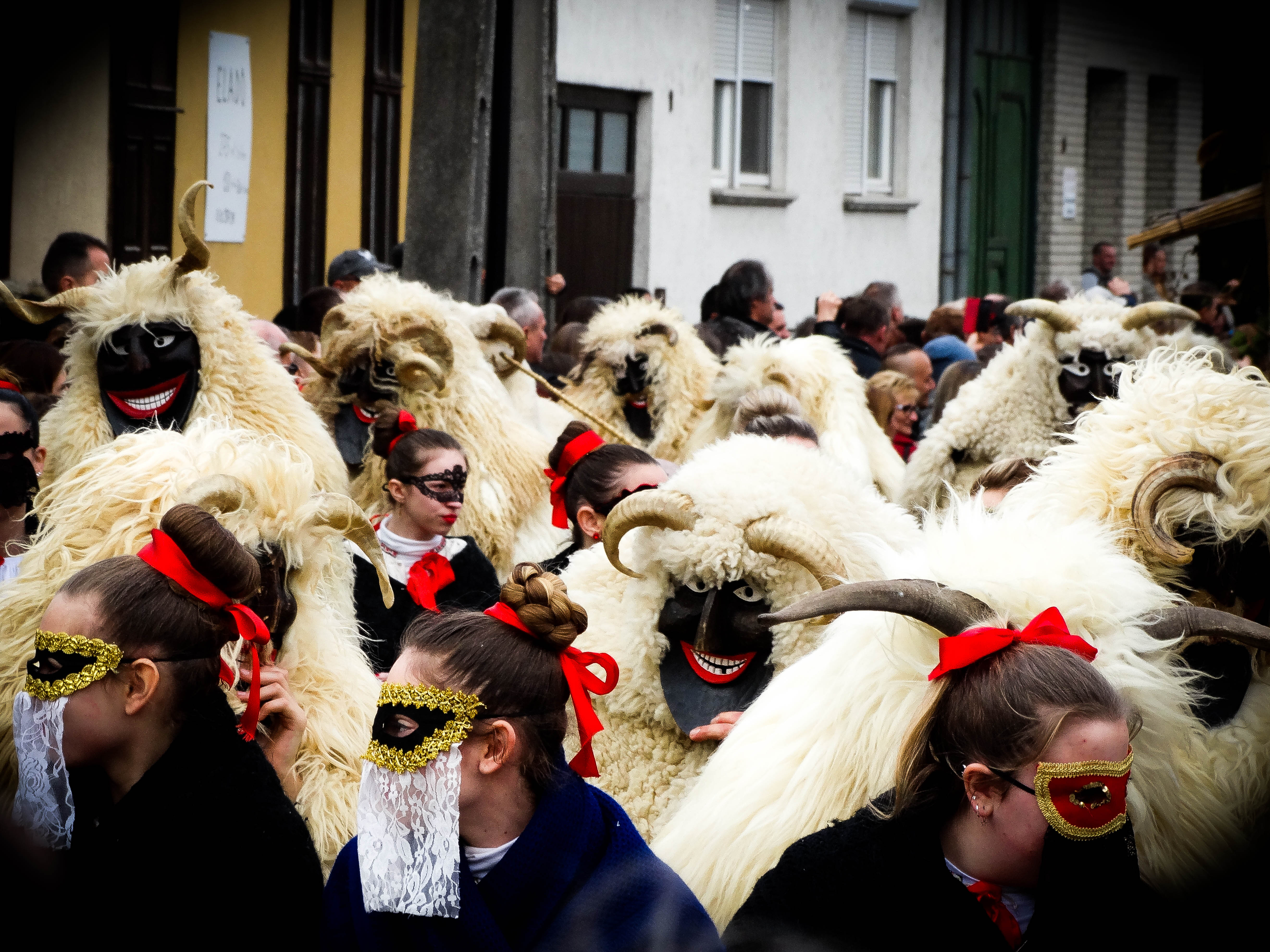
Busó-walking of the Hungarian Carnival - Farsangi busójárás.
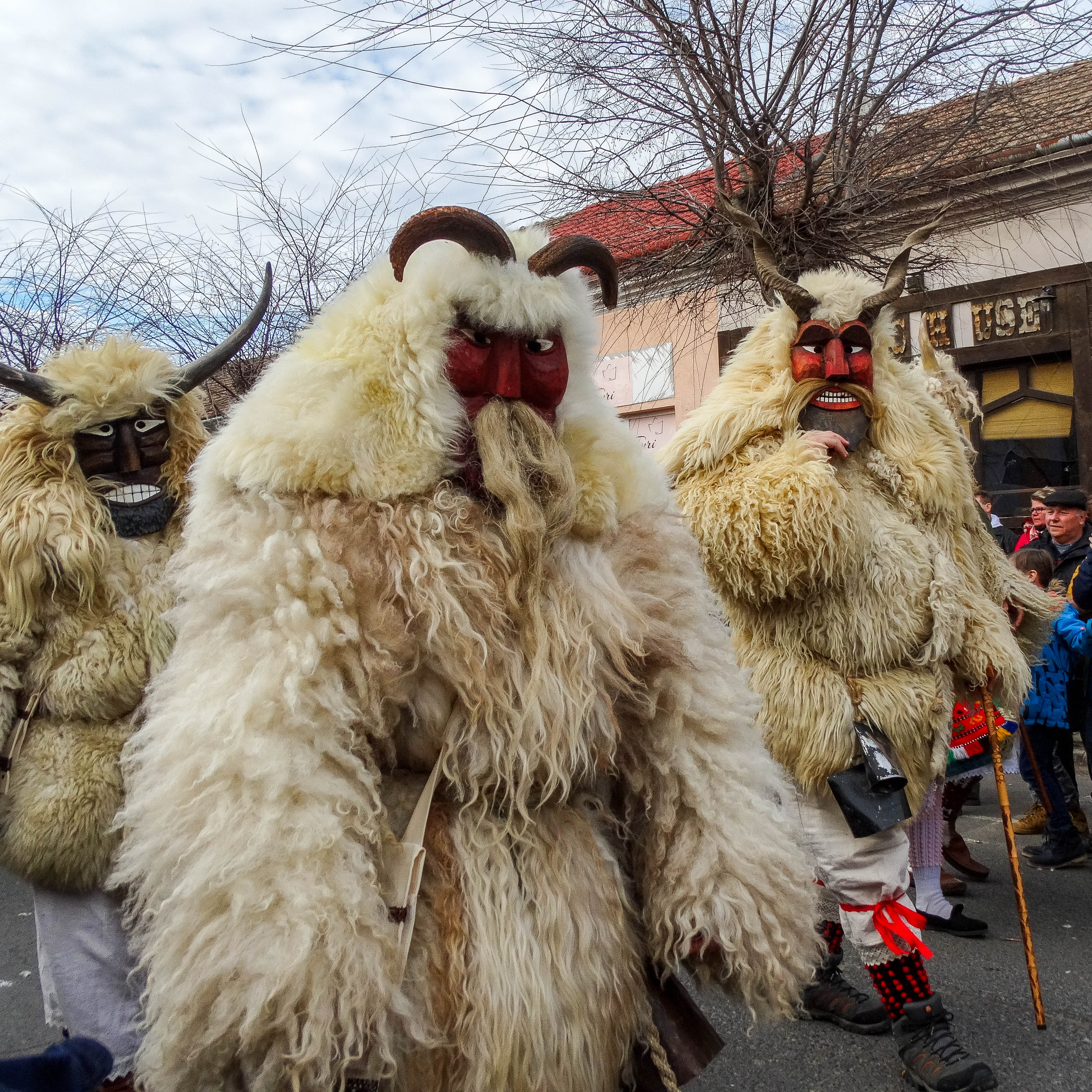
Busós
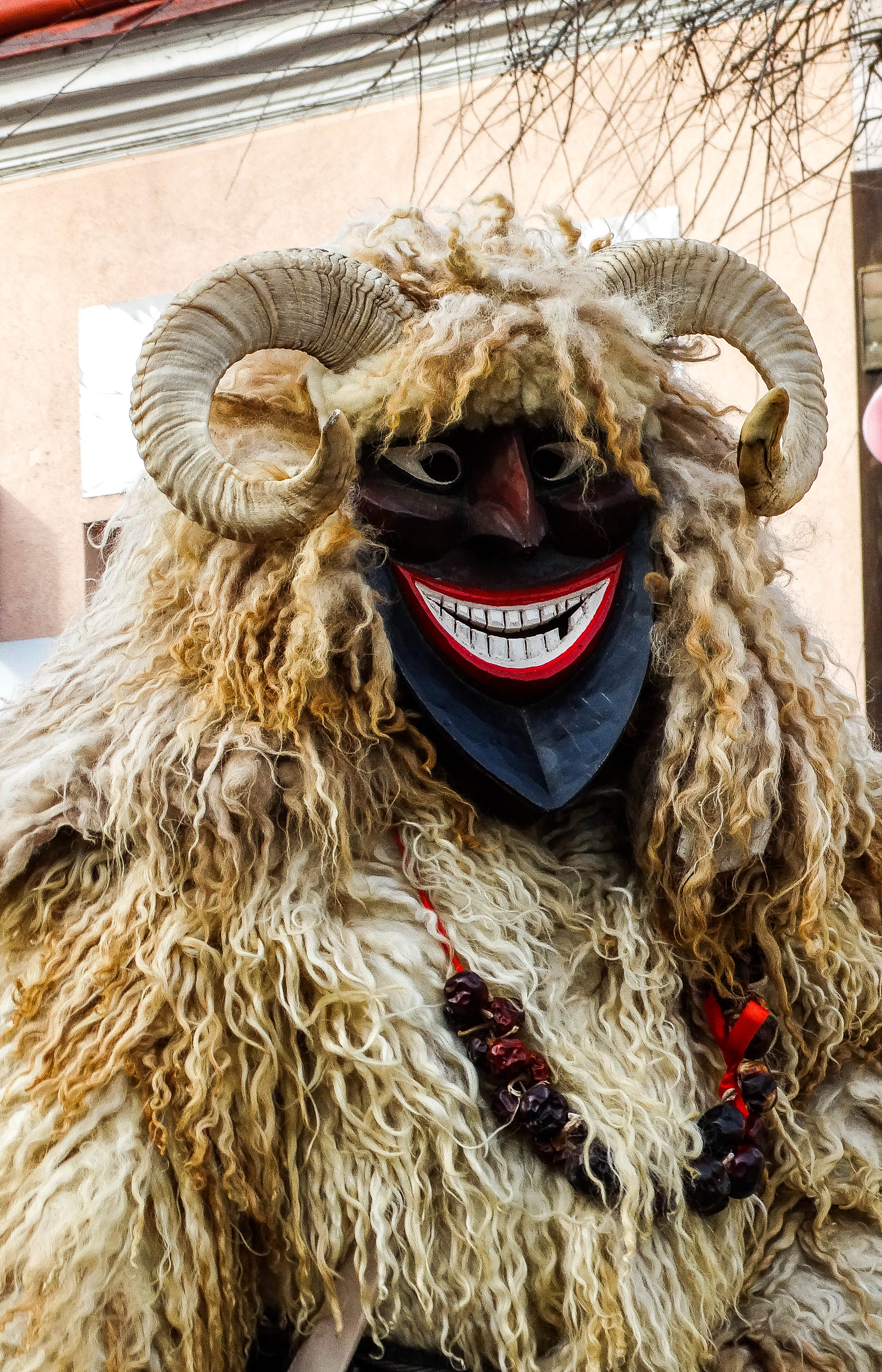
Busó